# Pausesignal
Et pausesignal er et musikalsk motiv, der især tidligere blev brugt af radiostationer for at udfylde kortere pauser i sendefladen, så lytterne kunne identificere stationen mellem udsendelserne.
I Norge benyttede NRK især to pausesignaler, Eivind Grovens signal fra 1938, som byggede på en hyrdesang fra Telemark, og Arne Nordheims elektronisk fremstillede signal fra 1970.
Danmarks Radio har siden 1931 anvendt Drømte mig en drøm i nat som pausesignal, fra 1951 for Program 1 - se DR's pausesignal.